# Kristoffer Hyldig
Kristoffer Nyholm Hyldig er en dansk pianist fra Bornholm, som er specialiseret i de største soloklaverværker af den franske komponist Olivier Messiaen.
Kristoffer Hyldig debuterede i 2010 fra Det Kongelige Danske Musikkonservatorium efter studier hos professor Niklas Sivelöv og Tove Lønskov. I 2016 debuterede han som kammermusiker med klavertrioen Trio Nord.
Som solist har Kristoffer Hyldig optrådt med bl.a. Aalborg Symfoniorkester, CPH Phil og Det Kongelige Kapel.
Kristoffer Hyldig spiller jævnligt i musikforeninger og på festivaler, både som solist, kammermusiker og akkompagnatør og har derudover givet koncerter i Italien, Tyskland, Polen, England, Kina og USA, her bl.a. i Carnegie Hall i New York. 
Siden 2006 har han udgivet indspilninger med lieder, kammermusik og soloværker af bl.a. Debussy, Ravel, Messiaen, Bent Sørensen og Hindemith.
Til daglig indgår han i en mængde kammermusikalske sammenhænge, bl.a. i Messiaen Quartet Copenhagen og i et lied-samarbejde med den internationalt anerkendte Wagnersopran Brit-Tone Müllertz.
Kristoffer Hyldig modtog juryens specialpris i EU Piano Competition 2009 og har derudover fået tildelt flere priser, heriblandt Jakob Gades store legat, Léonie Sonnings Musikfondsstipendium og Musikanmelderringens Kunstnerpris.